# Красилив
Красилив (укр. Красилів) град је Украјини у Хмељничкој области. Према процени из 2012. у граду је живело 19.783 становника.

## Становништво
Према процени, у граду је 2012. живело 19.783 становника.
| 1979.  | 1989.  | 2001.  | 2012.  |
| ------ | ------ | ------ | ------ |
| 17.276 | 21.196 | 20.580 | 19.783 |